# Lei zero-um de Kolmogorov
Em teoria da probabilidade, a lei zero-um de Kolmogorov, nomeada em homenagem a Andrei Kolmogorov, especifica que um certo tipo de evento, chamado de evento de cauda, quase certamente acontecerá ou quase certamente não acontecerá, isto é, a probabilidade de que este evento aconteça é {\displaystyle 0} ou {\displaystyle 1}.
Eventos de cauda são definidos em termos de sequências infinitas de variáveis aleatórias. Suponha que
{\displaystyle X_{1},X_{2},X_{3},\dots \,}
seja uma sequência infinita de variáveis aleatórias independentes (não necessariamente distribuídas identicamente). Considere {\displaystyle {\mathcal {F}}} a σ-álgebra gerada por {\displaystyle X_{i}}. Então, o evento de cauda {\displaystyle F\in {\mathcal {F}}} é um evento probabilisticamente independente de cada subconjunto finito destas variáveis aleatórias. Note que a pertinência de {\displaystyle F} a {\displaystyle {\mathcal {F}}} implica que a pertinência a {\displaystyle F} é unicamente determinada pelos valores de {\displaystyle X_{i}}, mas que a última condição é estritamente mais fraca e insuficiente para provar a lei zero-um. Por exemplo, o evento para o qual a sequência converge e o evento para o qual sua soma converge são ambos eventos de cauda. Em um sequência infinita de cara ou coroa, uma sequência de 100 caras consecutivas ocorrendo infinitamente muitas vezes é um evento de cauda.
Em muitas situações, pode ser fácil aplicar a lei zero-um de Kolmogorov para mostrar que um evento tem probabilidade {\displaystyle 0} ou {\displaystyle 1}, mas surpreendentemente difícil determinar qual destes dois valores extremos é o correto.

## Formulação
Uma afirmação mais generalizada da lei zero-um de Kolmogorov se aplica a sequências de σ-álgebras independentes. Considere {\displaystyle (\Omega ,F,P)} um espaço de probabilidade e {\displaystyle F_{n}} uma sequência de sigmas-álgebras mutuamente independentes contida em {\displaystyle F}. Considere
{\displaystyle G_{n}=\sigma {\bigg (}\bigcup _{k=n}^{\infty }F_{k}{\bigg )}}
a menor σ-álgebra contendo {\displaystyle F_{n}}, {\displaystyle F}n+1, …. Então, a lei zero-um de Kolmogorov afirma que para qualquer evento
{\displaystyle F\in \bigcap _{n=1}^{\infty }G_{n}}
haverá {\displaystyle P(F)=0} ou {\displaystyle 1}.
A afirmação da lei em termos de variáveis aleatórias é obtida a partir da última ao considerar cada {\displaystyle F_{n}} a σ-álgebra gerada pela variável aleatória {\displaystyle X_{n}}. Então, um evento de cauda é, por definição, um evento mensurável no que diz respeito às σ-álgebras gerada por todos os {\displaystyle X_{n}}, mas independente de qualquer número finito de {\displaystyle X_{n}}. Isto é, um evento de cauda é precisamente um elemento da intersecção {\displaystyle \textstyle {\bigcap _{n=1}^{\infty }G_{n}}}.

## Exemplos
Uma transformação inversível que preserve a medida em um espaço de probabilidade padrão (também chamado de espaço de probabilidade de Lebesgue-Rokhlin) e que obedeça a lei zero-um é chamada de automorfismo de Kolmogorov. Todos os automorfismos de Bernoulli são automorfismos de Kolmogorov, mas nem todo automorfismo de Kolmogorov é um automorfismo de Bernoulli.